# دانشگاه آزاد اسلامی واحد رشت
دانشگاه آزاد اسلامی واحد رشت در سال ۱۳۶۱ افتتاح شد.

## تاریخچه
دانشگاه آزاد اسلامی واحد رشت پس از پیشنهاد تأسیس دانشگاه آزاد اسلامی توسط اکبر هاشمی رفسنجانی و تصویب و کمک یک میلیون تومانی سید روح‌الله خمینی در سال ۱۳۶۱ همزمان با ده واحد دانشگاهی دیگر مانند واحدهای دانشگاهی تهران، تبریز، زاهدان، اهواز، کرمان، جیرفت، مشهد، یزد، قائمشهر، شاهرود و رودهن، در تاریخ ۱۳۶۱/۹/۳۰، به ریاست ابوالقاسم کمالی در رشت آغاز به کار کرد. اولین رشته دانشگاهی مصوب این واحد دانشگاهی رشته ریاضی بوده که با تعداد ۱۰۰ نفر دانشجو از اول مهرماه ۱۳۶۲ کار خود را آغاز کرد.
در سال ۱۳۶۳، دکتر کمالی به دلیل دریافت حکم ریاست در گرگان از طرف وزارت علوم، دکتر نصرت‌الله ضرغام، که همزمان رئیس دانشگاه گیلان بود را به جای خود جهت تصدی پست ریاست دانشگاه آزاد اسلامی واحد رشت معرفی کرد و این امکانی بود جهت بهره‌مندی واحد تازه تأسیس رشت از امکانات و مساعدت‌های دانشگاه گیلان آن هم در چارچوب مقدورات. ایشان در اولین قدم دو نفر از اعضای هیئت علمی دانشگاه گیلان را با خود به دانشگاه آورد که این دو تن کسی جز دکتر فرزانه و دکتر انصاری، استاد ریاضی دانشگاه گیلان نبودند.
اولین ساختمان این دانشگاه به صورت ملکی، ساختمان پشت صدا و سیما بود که ساختمانی دو طبقه بوده که در طبقه اول آن خانواده‌های جنگ زده زندگی می‌کردند. این ساختمان چهار اتاق داشت که که اتاق رئیس و معاون و دو کلاس بیشتر در آن محیا نبود.
سومین رئیس دانشگاه آزاد اسلامی واحد رشت، دکتر سعید فرزانه کازرونی بود که در تاریخ ۱۳۶۸/۱۰/۳۰، حکم سرپرستی واحد رشت را از دکتر جاسبی دریافت می‌کند.
دوره مدیریت دکتر فرزانه مصادف شد با زلزله سال ۱۳۶۹ شمال کشور که این زلزله در سال اول مدیریت دکتر فرزانه باعث تخریب یکی از ساختمانهای تحت اجاره این واحد دانشگاهی شد و سرگردانی دانشجویان را در پی داشت.
این موضوع باعث شد که دانشگاه اقدام به خرید دو قطعه زمین در منطقه پل تالشان و دیگری در انتهای روستای سلکی سر لاکان کند. کلنگ ساخت این دو مجموعه با حضور دکتر جاسبی و صادق احسانبخش، نماینده ولی فقیه در استان گیلان و امام جمعه رشت، زده شد که این سرآغاز فصلی نوین از توسعه و احداث ساختمان‌های جدید در واحد رشت بود و این واحد دانشگاهی در توسعه اقتصادی و عمرانی شهر نقش بسزایی را ایفا کرد.
اولین ساختمانی که در این مجموعه، به بهره‌برداری رسید، مجموعه تربیت بدنی بود و اکنون این مجموعه، قطبی در ورزش کشور محسوب می‌شود و در رشته‌های بسیاری موفقیت‌های فراوانی کسب کرده است.
در راستای توسعه دانشگاه آزاد اسلامی واحد رشت درمهرماه سال ۱۳۷۲، با مجوز معاونت سما دانشگاه آزاد اسلامی، مدارس سما در واحد رشت با ۲۷ دانش آموز در مقطع اول دبیرستان شروع به فعالیت کرد.
در دهه ۷۰ با ورود دانشجویان غیر بومی به ویژه دانشجویان دختر نیاز به خوابگاه احساس می‌شد تا سال ۱۳۷۲ خوابگاهی برای استفاده دانشجویان وجود نداشت و با کمک مردم معتمد محلی و در اختیار قرار دادن خانه هایشان محل امنی برای دانشجویان فراهم شد و الان دانشگاه آزاد اسلامی واحد رشت افتخار آن را دارد که با دارا بودن دو باب خوابگاه ملکی به ظرفیت بالغ بر ۷۰۰ نفر پذیرای دانشجویان دختر مشغول به تحصیل در این واحد دانشگاهی باشد.
در بحث عمرانی شرایط واحد رشت به گونه‌ای بود که ساخت و ساز و توجه به کارهای عمرانی امری لازم‌الاجراء و ضروری به نظر می‌رسید. در این راستا جذب نیروهای با تجربه در دستور کار قرار گرفت. ساخت و ساز در مجموعه پل تالشان از سال ۱۳۷۵ شروع شد و ساختمانها یکی پس از دیگری به بهره‌برداری رسید و با هر مشکلی که بود کمبود فضا رفع می‌شد.
در حال حاضر دانشگاه آزاد اسلامی واحد رشت با داشتن مجموعه‌ای با مساحتی بالغ بر ۵۵۰ هزار متر مربع و بالغ بر ۱۹۰۰۰ متر مربع فضای آموزشی و دارا بودن آزمایشگاه‌های مجهز به دستگاه‌ها و تجهیزات فوق پیشرفته با زیر بنای بالغ بر ۵۲۰۰ متر مربع در حال آموزش فرزندان این مرز و بوم خواهد بود. همچنین از این واحد دانشگاهی با داشتن بالغ بر ۱۵۰۰۰ نفر دانشجو در ۱۴۱ رشته تحصیلی در مقاطع کاردانی، کارشناسی، کارشناسی ارشد و دکتری تخصصی، تعداد ۶۰۰۰۰ نفر فارغ‌التحصیل شده که به عنوان مدیران نظام جمهوری اسلامی مشغول خدمت به جامعه اسلامی هستند.

## رؤسای دانشگاه
| ردیف | نام و نام خانوادگی       | مرتبه علمی                              | آغاز ریاست           | پایان ریاست |
| ۱    | دکتر ابوالقاسم کمالی     | استادیار - رشته منابع طبیعی             | ۱۳۶۱/۹/۳۰            | ۱۳۶۳        |
| ۲    | دکتر نصرت‌الله ضرغام      | دانشیار                                 | ۱۳۶۳/۶/۳۰            | ۱۳۶۸        |
| ۳    | دکتر سعید فرزانه کازرونی | استادیار – رشته دامپزشکی                | ۱۳۶۸/۱۰/۳۰           | ۱۳۸۰        |
| ۴    | دکتر رضا سیمبر           | استاد تمام– رشته علوم سیاسی             | ۱۳۸۰/۲/۳۱            | ۱۳۸۶        |
| ۵    | دکتر سید علی میرابراهیمی | استادیار – رشته فقه و مبانی حقوق اسلامی | ۱۳۸۶/۷/۵             | ۱۳۹۱        |
| ۶    | دکتر محمد حسین سرورالدین | استاد تمام – رشته شیمی تجزیه            | ۱۳۹۱/۸/۱۶ با حفظ سمت | ۱۳۹۱        |
| ۷    | دکتر بهروز دانشیان       | دانشیار – رشته ریاضی کاربردی            | ۱۳۹۱/۱۲/۱۶           | ۱۳۹۳        |
| ۸    | دکتر علیرضا امیرتیموری   | استاد تمام – رشته ریاضی کاربردی         | ۱۳۹۳/۲/۱۶            | ۱۳۹۶        |
| ۹    | دکتر ابراهیم چیرانی      | استاد یار – مدیریت بازرگانی             | ۱۳۹۶                 | ۱۳۹۹        |
| ۱۰   | دکتر محمد دوستار         | دانشیار– مدیریت گرایش رفتار سازمانی     | ۱۳۹۹                 | ۱۴۰۳        |
| ۱۱   | دکتر مجتبی ملکی چوبری    | استادیار - حسابداری                     | ۱۴۰۳/۰۲/۰۱           | در حال تصدی |

## دانشکده‌ها
دانشکده مدیریت و حسابداری
دانشکده علوم پایه
دانشکده علوم کشاورزی
دانشکده پرستاری و مامایی
دانشکده فنی و مهندسی
دانشکده علوم انسانی

## افتخارات

### افتخارات پژوهشی دانشگاه آزاد اسلامی واحد رشت[۱۱]
۱- افتتاح مرکز رشد واحدهای فناور دانشگاه به صورت مشترک با پارک علم و فناوری گیلان و اخذ تاییده از وزارت علوم تحقیقات و فناوری.
۲- اخذ تاییدیه صلاحیت آزمایشگاه پیشرفته و ارزیابی مواد از اداره کل استاندارد و تحقیقات صنعتی ایران.
۳- عضویت آزمایشی آزمایشگاه پیشرفته سنجش و ارزیابی مواد واحد رشت در شبکه آزمایشگاهی فناوری‌های راهبردی معاونت علمی و فناوری ریاست جمهوری
۴- اجرای طرح ملی "طراحی، ساخت و راه اندازی واحد استخراج کافئین از ضایعات چای"
۵- انتخاب انجمن علمی شیمی واحد به عنوان انجمن علمی برتر در سومین جشنواره فرهیختگان در سال ۹۴
۶- انتخاب رئیس باشگاه پژوهشگران جوان و نخبگان واحد رشت به عنوان رئیس باشگاه برتر کشور در سال 94
۷- انتخاب باشگاه پژوهشگران جوان دانشگاه به عنوان یکی از ۴۰ باشگاه برتر کشور در سال ۱۳۹۳

## دانشگاه آزاد اسلامی واحد رشت در رتبه بندی بین‌المللی
| سال      | وبومتریک       | وبومتریک | وبومتریک             |
| -------- | -------------- | -------- | -------------------- |
| سال      | رتبه بین‌المللی | رتبه ملی | رتبه در دانشگاه آزاد |
| Jul 2016 | ۳۴۳۲           | ۸۹       | ۱۲                   |
| 2016 Jan | ۹۹۳۷           | ۱۷۹      | ۵۵                   |
| 2015 Jul | ۱۱۰۱۸          | ۱۹۶      | ۶۸                   |
| 2015 Jan | ۱۳۳۰۴          | ۲۱۰      | ۷۲                   |

| سال     | رتبه بندی جهان اسلام               |
| سال     | رتبه در بین دانشگاه‌های آزاد اسلامی |
| ۱۳۹۲–۹۳ | ۱۳                                 |
| ۱۳۹۰    | ۱۴                                 |
| ۱۳۸۹    | ۱۹                                 |

| سال  | رتبه بندی بین‌المللی 4ICU |
| ---- | ------------------------ |
| ۲۰۱۶ | ۱۰۷                      |

## مجلات
- Iranian Journal of Optimization نمایه شده در (DOAJ,[۲۲] BASE,[۲۳] CiteFactor,[۲۴] ...)
- Iranian Journal of Applied Animal Science
- International Journal of Agricultural Management and Development
- Journal of ornamental plants
- مطالعات برنامه‌ریزی سکونتگاه‌های انسانی

## پیوند بیرونی
دانشگاه آزاد واحد رشت در سایت Scopus
دانشگاه آزاد واحد رشت در سایت Google Scholar